# Dianthus diversifolius
Dianthus diversifolius är en nejlikväxtart som beskrevs av Mostafa Assadi. Dianthus diversifolius ingår i släktet nejlikor, och familjen nejlikväxter. Inga underarter finns listade i Catalogue of Life.